# Аукштейи-Паняряй
Аукште́йи-Паняря́й (Верхние Понары; лит. Aukštieji Paneriai) — микрорайон на юге Вильнюса, входящий в состав  Паняряйского староства Вильнюсского городского самоуправления.
Расположен на правом берегу реки Вилия в 10 км к юго-западу от центра города.
Население — 4317 жителей.

## История

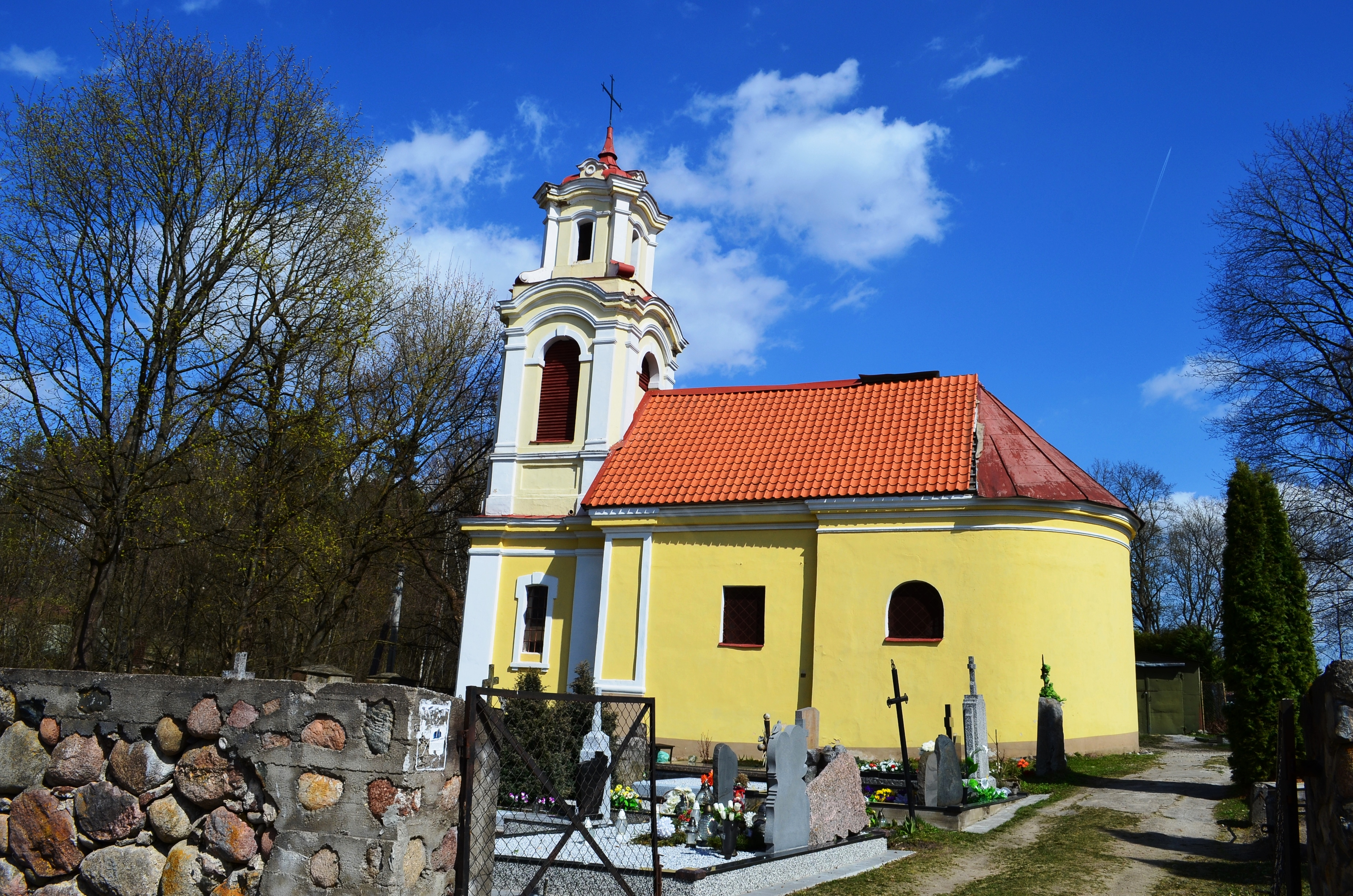
Понарская часовня

Входил в состав Польши с 1923 года вплоть до раздела польского государства в сентябре 1939 года Германией и СССР, позже был передан Литве. После присоединения Литвы к СССР в августе 1940 года посёлок оставался в пределах административных границ новообразованной Литовской ССР.
В 1940 году в районе посёлка началось строительство нефтебазы. Были выкопаны большие котлованы для размещения в них ёмкостей с горючим. Однако в связи со вторжением немецких войск от планов создания нефтебазы пришлось отказаться.

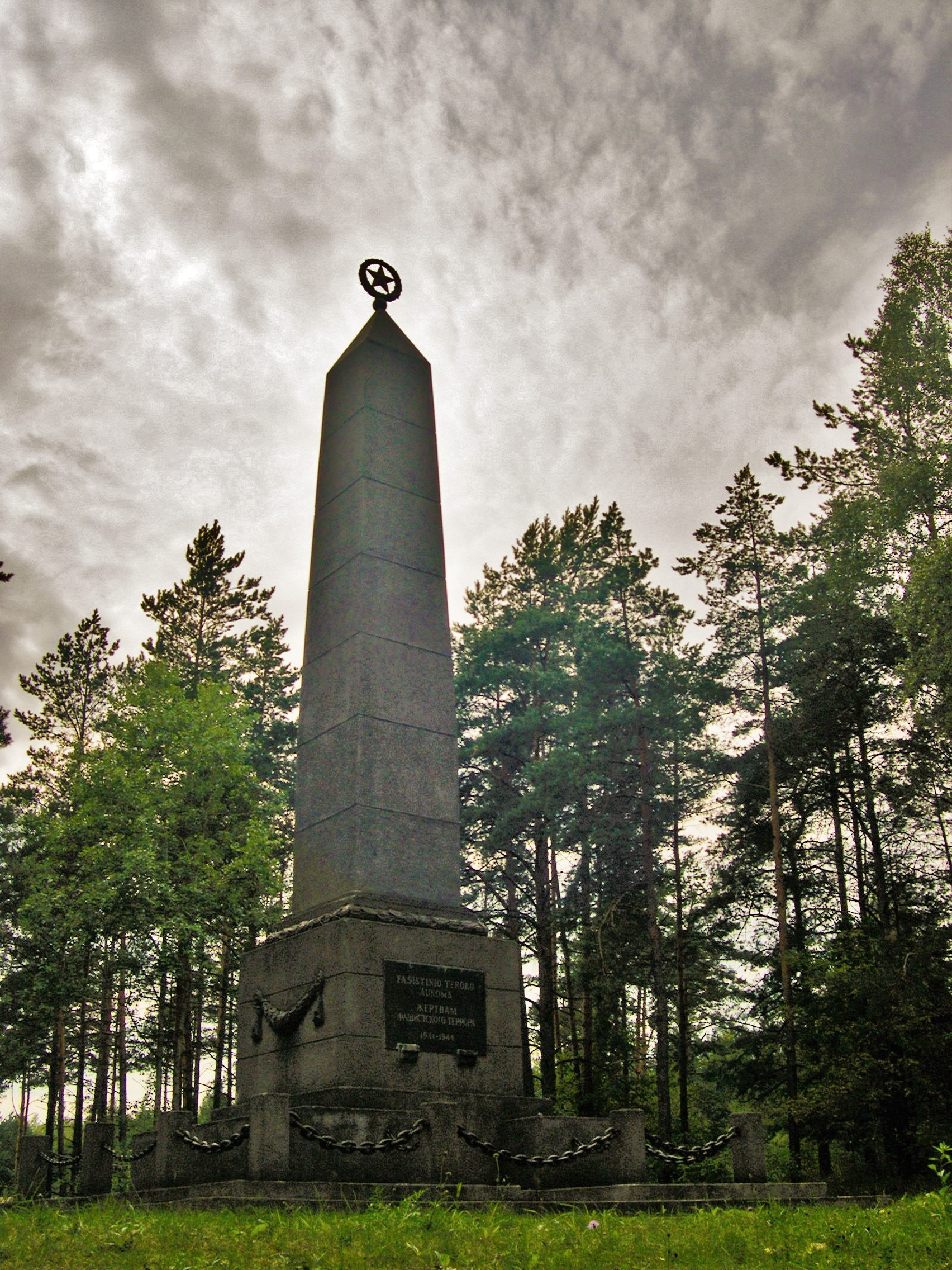
Мемориал жертвам нацизма

В годы Второй мировой войны Понарский лес был превращён германскими оккупационными властями в место казней в общей сложности около 100 тысяч человек, евреев-узников Вильнюсского гетто, цыган, представителей польской интеллигенции и советских военнопленных.

## Население
До Второй мировой войны население посёлка состояло в основном из поляков и белорусов-католиков.

## Транспорт
В Паняряе расположена одноимённая железнодорожная станция.
Также на территории Паняряя расположен один из двух железнодорожных тоннелей Литвы, действовавший с 1861 года по начало 1960-х годов.

## Достопримечательности
- Могила генерала Гелгуда
- Панарский тоннель